# Holger Kelch
Holger Kelch (né le 2 juillet 1967 à Altdöbern) est un homme politique allemand (CDU). Le 14 septembre 2014, il est élu maire de Cottbus.

## Biographie
Après un apprentissage d'électricien, Holger Kelch travaille de 1988 à 1990 en tant que technicien en transmissions dans la mine Greifenhain. À partir de 1990, il est d'abord commis, puis à partir de 1992, comme responsable au Kraftfahrzeug-Zulassungsbehörde du district de Calau. De 1994 à 2002, il dirige l'Ordnungsamt dans le district d'Oberspreewald-Lausitz. Pendant ce temps, il suit une formation administrative à temps partiel avec une qualification supplémentaire pour des services administratifs supérieurs et une formation en administration des affaires à temps partiel à l'école de commerce de Cottbus. 
De 2002 à 2007, il est adjoint de la ville de Cottbus. À partir du 7 juillet jusqu'au 28 novembre 2006, il est maire par intérim après le départ de Karin Rätzel (SPD) à la suite d'un référendum. Kelch participe à la nouvelle élection du maire en octobre 2006, mais il est battu par Frank Szymanski (SPD). En 2007, il est élu par le conseil municipal à la mairie de Cottbus et à la tête de la division de la gestion administrative et financière. 
En 2014, Holger Kelch est réélu comme candidat à la mairie et est élu au premier tour de scrutin avec 50,7% des voix. Il est prend son poste le 30 novembre 2014. 

## Parti
Kelch est membre de la CDU depuis 1990. De 1998 à 2000, il est membre du comité exécutif du district, de 2000 à 2002, président de district de la CDU dans le district d'Oberspreewald-Lausitz et de 2005 à 2007, vice-président du CDU Cottbus. 

## Vie privée
Holger Kelch est marié depuis 2004 et a 4 enfants. 

## références
1. ↑  « Der späte Triumph des Tabu-Brechers », tagesspiegel.de, 21 septembre 2014 (consulté le 28 mars 2019)